# Exessief
De exessief is een naamval waarvan de hoofdbetekenis "(van)uit een bepaalde staat/toestand" is. Deze naamval komt alleen voor in enkele Oostzeefinse talen, waar hij qua betekenis rechtstreeks aansluit bij de translatief en de essief. 

## Fins
Binnen het Fins komt de exessief alleen voor in de Savo-Finse dialecten. De uitgang is -nta/ntä; zo betekent tärähtänee-ntä terveeksi (lett. "van gek naar geestelijk gezond") dat iemand die eerst geestesziek was zijn volle verstand terugkrijgt. In andere gevallen komt de betekenis van de exessief vrijwel overeen met die van de locatief; zo betekent takaa-nta/taka-nta "vanachter...vandaan" (het Finse standaardwoord voor "achter" is takaa) en siin-tä "van dat/het...vandaan". 

## Estisch
In het Estisch heeft de exessief de uitgang -nt; zo betekent taga-nt "vanachter (iets) vandaan".